# Catena Marguareis-Mongioie
La Catena Marguareis-Mongioie è un massiccio montuoso delle Alpi Liguri. Si trova in Italia (Piemonte) ed, in misura minore, in Francia (Alpi Marittime). Prende il nome dalla Punta Marguareis e dal Monte Mongioie, le due vette più significative.

## Delimitazioni
Secondo le definizioni della SOIUSA la Catena Marguareis-Mongioie ha i seguenti limiti geografici: Colle di Tenda, Valle Vermenagna, piana di Cuneo, fiume Tanaro, torrente Tanarello, Colle delle Selle Vecchie, torrente Rio Freddo, alta Val Roia, Colle di Tenda.

## Classificazione
La SOIUSA definisce la Catena Marguareis-Mongioie come un supergruppo alpino e vi attribuisce la seguente classificazione:
- Grande parte = Alpi Occidentali
- Grande settore = Alpi Sud-occidentali
- Sezione = Alpi Liguri
- Sottosezione = Alpi del Marguareis
- Supergruppo = Catena Marguareis-Mongioie
- Codice = I/A-1.II-B

## Suddivisione
La Catena Marguareis-Mongioie viene suddivisa in quattro gruppi e dodici sottogruppi:
- Gruppo del Marguareis (2) (tra il Colle delle Selle Vecchie, la Colla Piana, il Colle del Pas e la pianura cuneese)  
  - Nodo del Marguareis (2.a)
  - Dorsale Serpentera-Cars (2.b)
  - Sottogruppo di Scarason (2.c)
- Gruppo Testa Ciaudon-Cima della Fascia (3) (tra la Colla Piana, il Colle di Tenda e la pianura cuneese)
  - Nodo della Testa Ciaudon (3.a)
  - Dorsale della Cima della Fascia (3.b)
  - Contrafforte del Monte Pianè (3.c)
  - Costiera del Bric Costa Rossa (3.d)
- Gruppo Mongioie-Mondolè (4) (tra il Colle del Pas, il Bocchin dell'Aseo, il torrente Ellero e il fiume Tanaro) 
  - Nodo del Mongioie (4.a)
  - Dorsale Cima della Brignola-Mondolè (4.b)
- Gruppo Pizzo d'Ormea-Monte Antoroto (5) (dal Bocchin dell'Aseo fino al fiume Tanaro, tra la Val Raschera, la Val Corsaglia, l'Alta Val Tanaro e il Negrone)
  - Costiera Bric di Conolia-Pizzo d'Ormea (5.a)
  - Contrafforte del Monte Baussetti (5.b)
  - Sottogruppo del Bric Mindino (5.c)

## Montagne

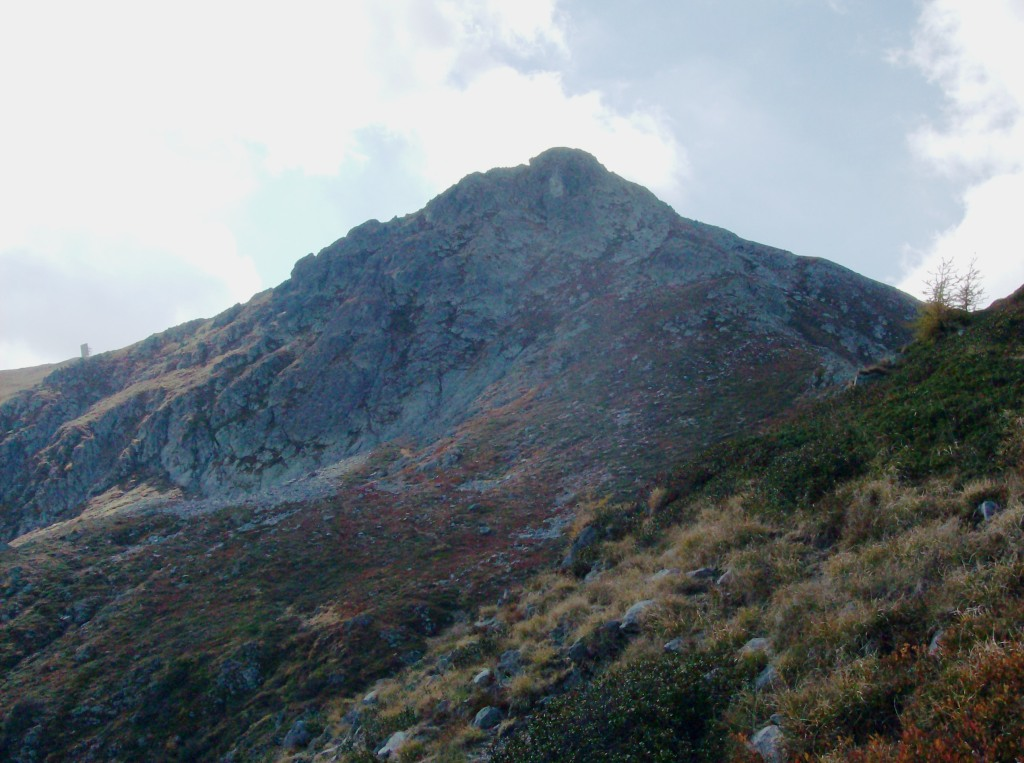
Il Pizzo d'Ormea.

Le montagne principali appartenenti alla Catena Marguareis-Mongioie sono:
- Punta Marguareis - 2.651 m
- Monte Mongioie - 2.630 m
- Cima delle Saline - 2.612 m
- Cima Pian Ballaur - 2.604 m
- Bric di Conolia - 2.521 m
- Cima della Fascia - 2.495 m
- Monte Rotondo - 2.495 m
- Pizzo d'Ormea - 2.476 m
- Cima delle Roccate - 2.476 m
- Cima della Brignola - 2.472 m
- Cima Seirasso - 2.436 m
- Cima di Pertegà - 2.404 m
- Bric Costa Rossa - 2.403 m
- Cima di Gaina - 2.400 m
- Cima Ferlette - 2.387 m
- Testa Ciaudon - 2.386 m
- Punta Straldi - 2.383 m
- Monte Mondolè - 2.382 m
- Cima di Serpentera Nord - 2.358 m
- Cime de Pépin - 2.344 m
- Cima Capoves - 2.260 m
- Bisalta - 2.231 m
- Cima Cars - 2.218 m
- Monte Castello - 2.217 m
- Monte Jurin - 2.192 m
- Cime de Malabergue - 2.188 m
- Cima Ciuaiera - 2.175 m
- Punta Mirauda - 2.157 m
- Monte Antoroto - 2.144 m
- Cima Baban - 2.102 m
- Cima Durand - 2.092 m
- Monte Grosso - 2.046 m
- Monte Grosso - 2.007 m
- Monte Baussetti - 2.002 m
- Cima Gardiola - 1.884 m
- Bric Mindino - 1.879 m
- Punta Gutzart - 1.675 m
- Monte Murin - 1.615 m
- Monte Alpet - 1.611 m
- Cima di Francia - 1.421 m
- Bric del Monte - 1.208 m
- Monte Pelato - 1.198 m
- Bric Ciarandella - 1.121 m
- Bric Miroglio - 1.110 m
- Monte Savino - 1.088 m
- Monte Cavanero - 854 m